# Genista sulcitana
Genista sulcitana là một loài thực vật có hoa trong họ Đậu. Loài này được Vals. miêu tả khoa học đầu tiên.